# وليم فريزر هيوم
 الدكتور ويليام فريزر هيوم فرس (1867-1949) جيولوجي بريطاني متخصص في علم المصريات.

## حياتة
ولد في شلتنهام في إنجلترا في 1 أكتوبر 1867 ابن جورج هيوم.
تلقى تعليمه المبكر في روسيا وفي كلية غاليارد في لوزان في سويسرا. ثم حضر الكلية الملكية للعلوم والكلية الملكية للمناجم في جامعة لندن تحت جون ويسلي جود تخرج البكالوريوس حول عام 1887. بدأ محاضرة في الكلية الملكية للعلوم في عام 1890 وحصل على الدكتوراه (دسك) في عام 1893.
في عام 1897 انتقل إلى مصر للمساعدة في مسح جيولوجي ضخم للبلد بأكمله، وفي عام 1909 أصبح مدير المسح الجيولوجي بأكمله في مصر. في عام 1910 انتخب زميلا للجمعية الملكية في ادنبره. كان مقدموه جون هورن، بن بيتش، جون والتر غريغوري، السير جون سميث فليت وجيمس ايرلندا.
خلال الحرب العالمية الأولى نصح بشأن إمدادات المياه للجيش البريطاني في مصر والشرق الأوسط.
شغل منصب رئيس الجمعية الجغرافية الملكية المصرية من 1926 إلى 1940 ورئيس معهد مصر في عام 1928.
تقاعد في عام 1927 وعاد إلى إنجلترا إلى ساسكس حوالي عام 1930 وتوفي هناك في 23 فبراير 1949. دفن في مقبرة ليتلهامبتون.